# Pygmaeocereus bieblii
Pygmaeocereus bieblii är en kaktusväxtart som beskrevs av Diers. Pygmaeocereus bieblii ingår i släktet Pygmaeocereus och familjen kaktusväxter. Inga underarter finns listade i Catalogue of Life.

## Bildgalleri

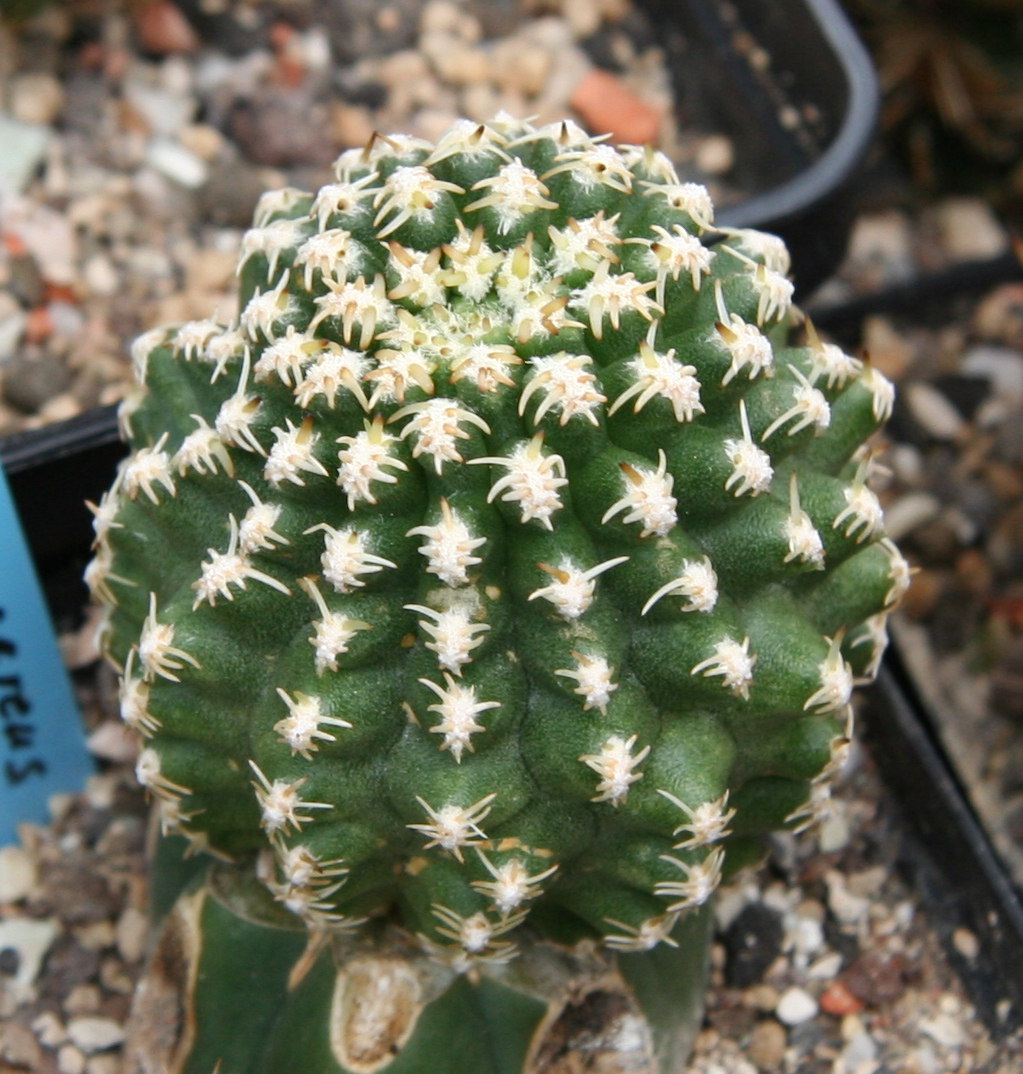